# 三田 (目黒区)
三田（みた）は、東京都目黒区の地名。現行行政地名は三田一丁目および三田二丁目。住居表示実施済区域。

## 地理

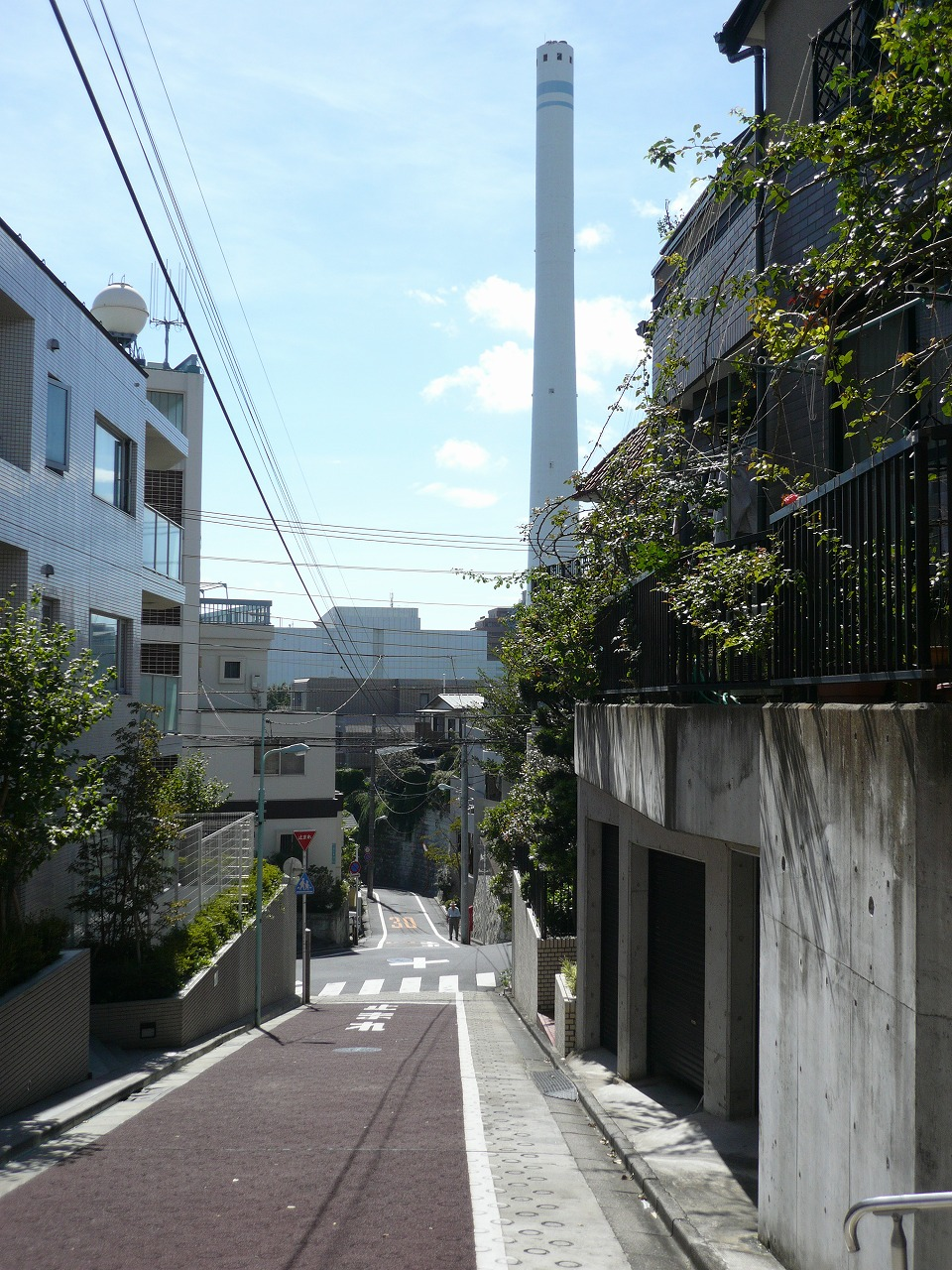
茶屋坂と目黒清掃工場の煙突

目黒区の北部に位置する。町域北部は渋谷区恵比寿・恵比寿南にそれぞれ接する。東部は品川区上大崎に接する。南部は目黒区目黒一丁目に接する。西部は目黒川に接し、これを境に目黒区目黒二丁目に接する。北西部は目黒区中目黒に接する。
一丁目の東部一体は北部の渋谷区恵比寿から続く恵比寿ガーデンプレイスの敷地が広がっており、恵比寿ガーデンプレイスのメインタワーの南半分（タワーは渋谷区と目黒区にまたがって建っている）と東京都写真美術館、ウェスティンホテル東京、ザ・ガーデンホール、恵比寿ガーデンテラス壱番館などがある。また西部の目黒川沿いには目黒清掃工場が設置されている。清掃工場の煙突の高さは150mにもなり、一際目立つ存在となっている。
二丁目の西部は目黒川に向かって下る傾斜になっており、落語『目黒のさんま』の舞台とされる「茶屋坂」がある。
一丁目を南北にJR山手線の線路が縦貫しているが鉄道駅は置かれていない。また町域内には新茶屋坂通りと目黒三田通りがある。

### 地価
住宅地の地価は、2025年（令和7年）1月1日の公示地価によれば、三田2-1-5の地点で173万円/m2となっている。

## 歴史

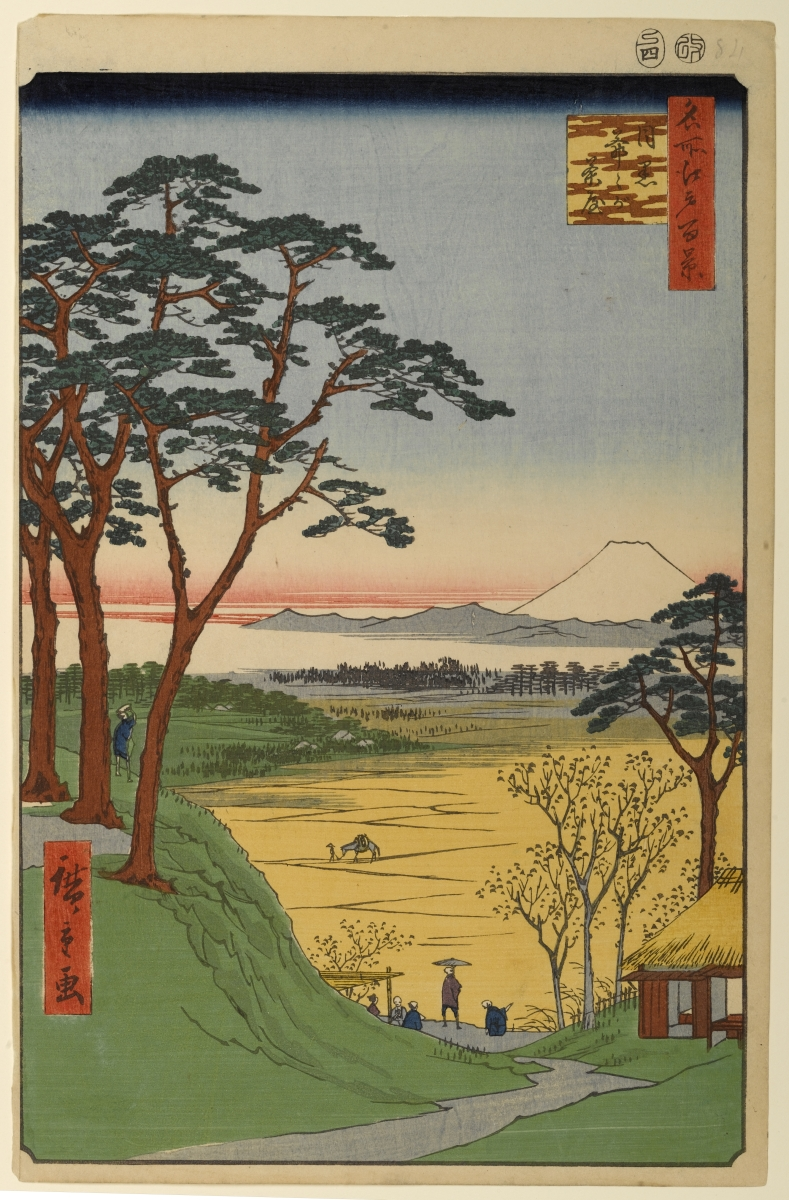
歌川広重「名所江戸百景」より『目黒爺々が茶屋』

古典落語『目黒のさんま』の舞台は、現在の三田二丁目の「茶屋坂」付近にあった「爺々が茶屋」がモデルだという説がある。

## 世帯数と人口
2025年（令和7年）3月1日現在（目黒区発表）の世帯数と人口は以下の通りである。
| 丁目       | 世帯数    | 人口    |
| ---------- | --------- | ------- |
| 三田一丁目 | 1,383世帯 | 2,286人 |
| 三田二丁目 | 2,177世帯 | 3,604人 |
| 計         | 3,560世帯 | 5,890人 |

### 人口の変遷
国勢調査による人口の推移。
| 年                 | 人口  |
| ------------------ | ----- |
| 1995年（平成7年）  | 5,824 |
| 2000年（平成12年） | 5,726 |
| 2005年（平成17年） | 6,042 |
| 2010年（平成22年） | 5,972 |
| 2015年（平成27年） | 5,973 |
| 2020年（令和2年）  | 6,327 |

### 世帯数の変遷
国勢調査による世帯数の推移。
| 年                 | 世帯数 |
| ------------------ | ------ |
| 1995年（平成7年）  | 2,918  |
| 2000年（平成12年） | 3,124  |
| 2005年（平成17年） | 3,286  |
| 2010年（平成22年） | 3,235  |
| 2015年（平成27年） | 3,258  |
| 2020年（令和2年）  | 3,599  |

## 学区
区立小・中学校に通う場合、学区は以下の通りとなる（2025年4月現在）。
- 区域 : 一丁目、二丁目　各全域
  - 小学校 : 目黒区立田道小学校
  - 中学校 : 目黒区立大鳥中学校

## 交通
町域内に鉄道駅はない。北側では山手線・恵比寿駅が、北西部では東急東横線・中目黒駅が、南側では山手線などの目黒駅がそれぞれ利用可能である。また恵比寿駅や中目黒駅からのバスの便も利用できる。

## 事業所
2021年（令和3年）現在の経済センサス調査による事業所数と従業員数は以下の通りである。
| 丁目       | 事業所数  | 従業員数 |
| ---------- | --------- | -------- |
| 三田一丁目 | 115事業所 | 3,027人  |
| 三田二丁目 | 118事業所 | 579人    |
| 計         | 233事業所 | 3,606人  |

### 事業者数の変遷
経済センサスによる事業所数の推移。
| 年                 | 事業者数 |
| ------------------ | -------- |
| 2016年（平成28年） | 178      |
| 2021年（令和3年）  | 233      |

### 従業員数の変遷
経済センサスによる従業員数の推移。
| 年                 | 従業員数 |
| ------------------ | -------- |
| 2016年（平成28年） | 3,217    |
| 2021年（令和3年）  | 3,606    |

## 施設
- 恵比寿ガーデンプレイス
  - 東京都写真美術館
  - ウェスティンホテル東京
- 目黒清掃工場
- 厚生中央病院
- 日の丸自動車学校
- 目黒区立三田丘の上公園
- ポーランド大使館
- アルジェリア大使館
- 恵比寿ビュータワー
- 伊藤ハム米久ホールディングス 本社
  - 伊藤ハム 東京事務所

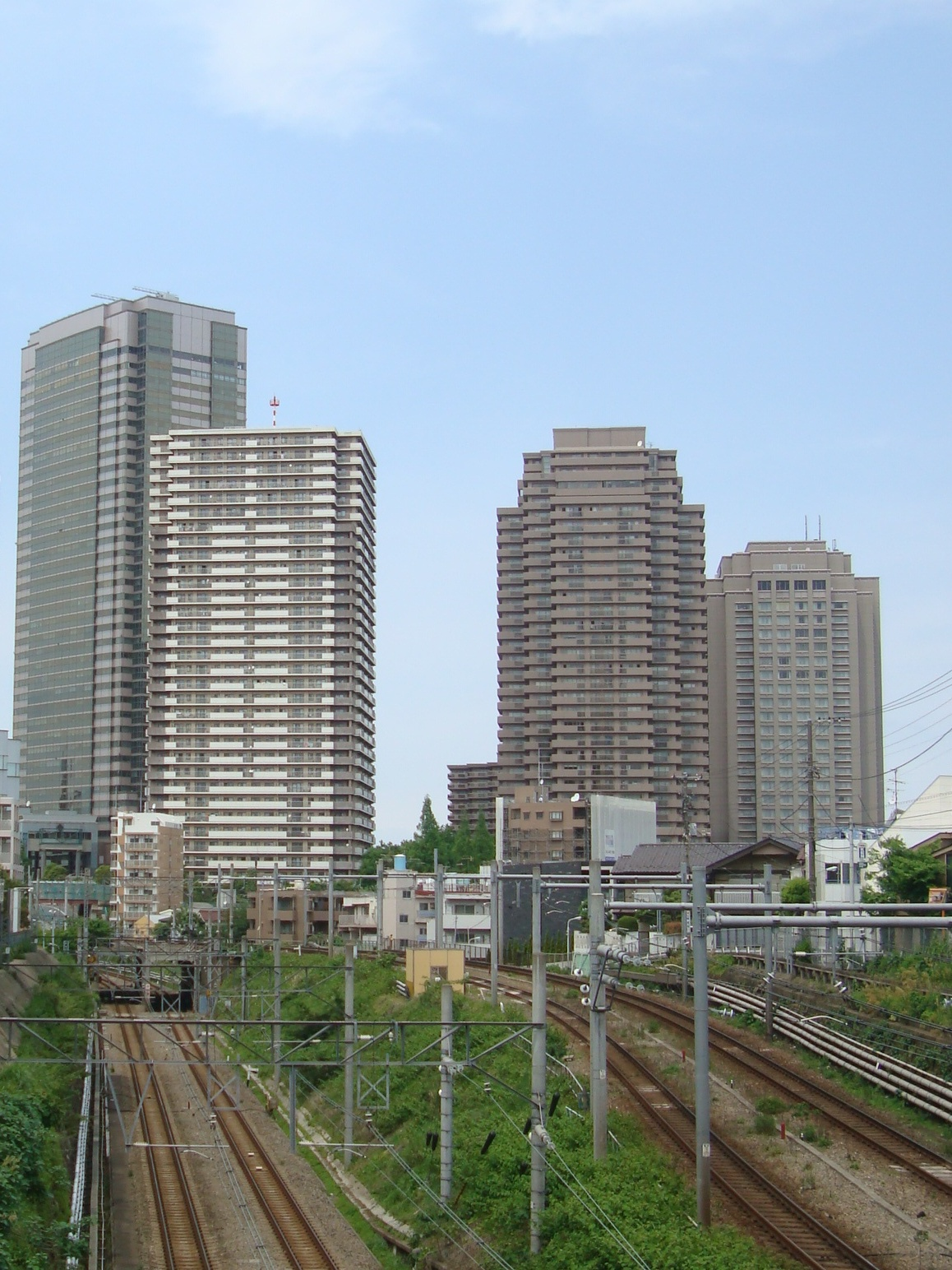
恵比寿ガーデンプレイスタワー
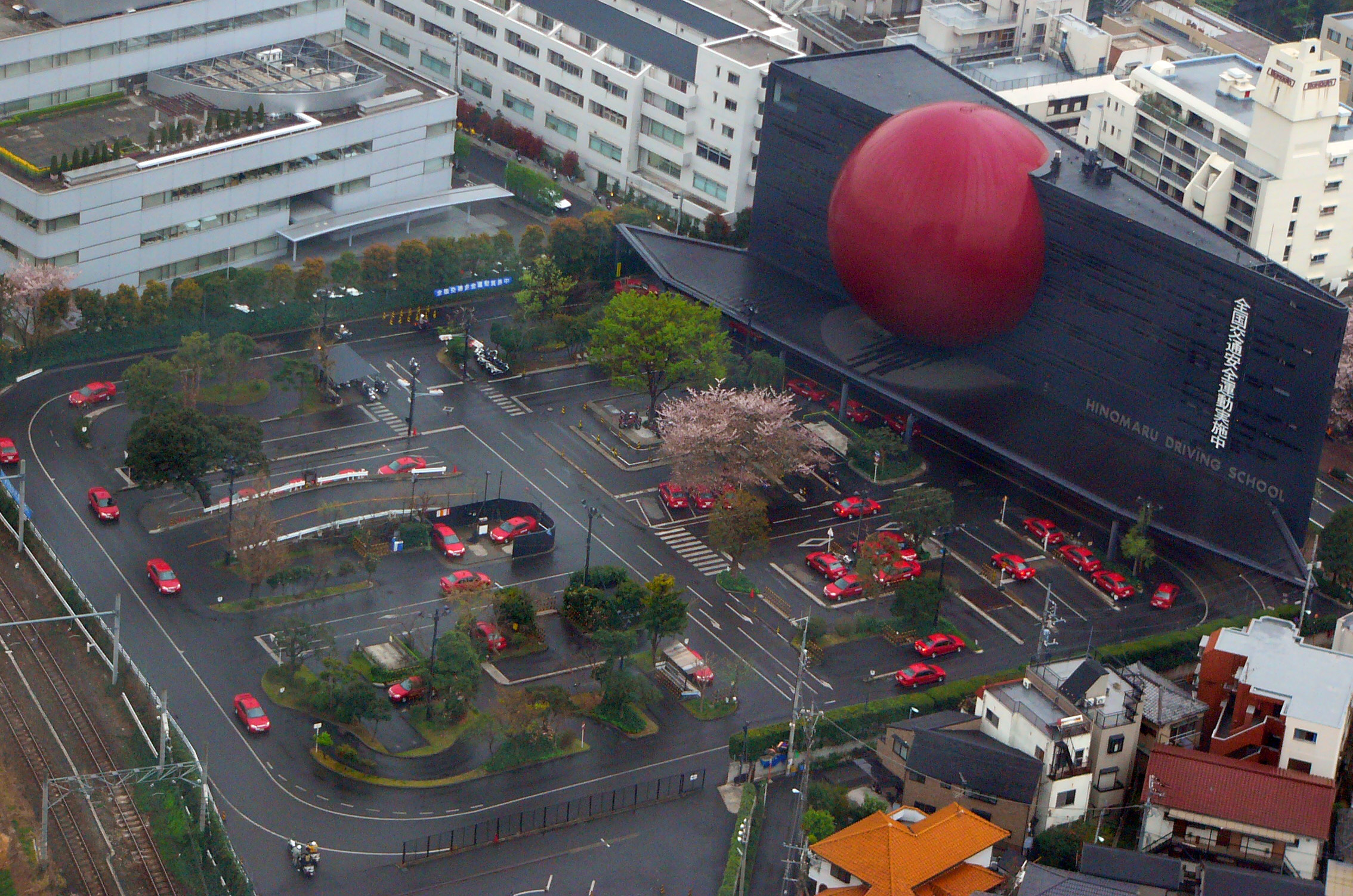
日の丸自動車学校。建物中央の赤い球体が特徴的。この建物は山手線の線路沿いにあるので山手線の車内からも確認できる。

## その他

### 日本郵便
- 郵便番号 : 153-0062[3]（集配局 : 目黒郵便局[15]）。